# Xixuthrus lameerei
Xixuthrus lameerei es una especie de escarabajo longicornio del género Xixuthrus, categorizada en la tribu Macrotomini, de la subfamilia Prioninae. Fue descrita por Marazzi, Marazzi & Komiya en 2006.

## Descripción
Mide 56-61 mm de longitud.

## Distribución
Se distribuye por Indonesia.